# Matawai Pawali
Matawai Pawali is een bestuurslaag in het regentschap Oost-Soemba van de provincie Oost-Nusa Tenggara, Indonesië. Matawai Pawali telt 857 inwoners (volkstelling 2010).